# ラテン人

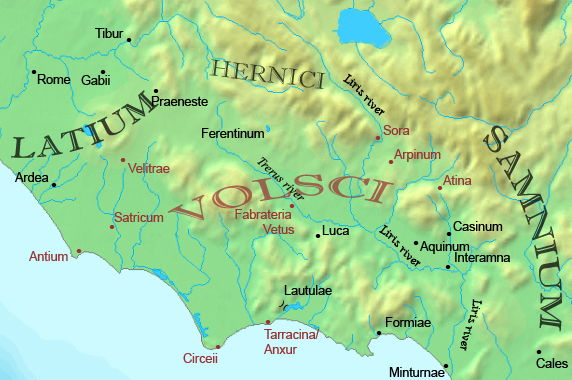
ラティウム・ウェトゥス

ラテン人（ラテン語: Latini）は、イタリック語派に属する古代民族で、イタリア中西部のラティウム・ウェトゥス (Latium Vetus) に居住した勢力を指す。紀元前1000年頃から居住を開始したラテン人は、後に世界帝国へ躍進するローマ文明の礎を築いたことで知られている。
また彼らの使用した言語（ラテン語）はロマンス諸語の母体となり、多大な文化的影響を残している。

## 語源
ラテン人（ラティニ）は、恐らく「ラティウムの人々」を単に意味すると考えられている。加えて彼らの故郷（ラティウム）の由来がラテン語の「latus」（「広い」）に由来するとも考えられている。山がちなイタリア半島の中でもラティウムは平原や草原などに恵まれた土地柄であった。

## 言語

古代イタリア地域諸言語

ラテン人は民族文化の基盤である言語に関して、インド・ヨーロッパ語族に属するイタリック語派の一派であるラテン語を使用した。イタリック系言語は主に西イタリック語と東イタリック語に分かれており、ラテン語は西イタリック語に含まれる。
西イタリック語はラテン語（ラティウム）、シセル語（シチリア島）から構成されると考えられている。またラテン語と共にラティウムに分布していたファリスキ語は、今日の言語学ではラテン語の方言と考えられている。鉄器時代の時点では西イタリック語は比較的限られた地域で用いられるに留まり、大部分のイタリアでは兄弟言語の東イタリック語が使用されていた。東イタリック語はオスク語とウンブリア語を中心にした言語で、中部・南部で支配的な言語であった。
鉄器時代の古代イタリアには印欧語族前に存在した欧州の言語（前インド・ヨーロッパ）も分布していた（リグリア語、エトルリア語、ラエティア語がその典型例である）。ただし、彼らがイタリア半島の先住民であったかは不明であり、イタリック人の後から別地域より移住した可能性もある。後年には同じ印欧語に属するケルト語派や古代ギリシャ語が南北に伝播して、新しい言語分布を作り出した。こちらは明確にイタリック人の移住より後であることが判明している。
ラテン語の最も古い石碑は1899年にローマのフォロ・ロマーノのラピス・ニゲルで発見された。この石碑は王政初期の紀元前600年ごろに作られたと見られている。この石碑はローマ史研究に多大な影響を与えた。一部の歴史家はローマ建国時において支配的な文化はラテン語ではなくエトルリア語であったと主張していたが、同説が明確に否定されたからである。加えて碑文の内容から、神話的な存在であると考えられていたローマ王が実在の人物である可能性も大きく高まった。

## 歴史

### 民族移動

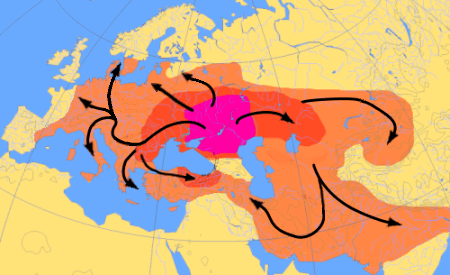
クルガン仮説に基づいたインド・ヨーロッパ語族による民族大移動の経路。北コーカサスから各地域へと移動している様子が描かれている。赤色は紀元前2500年時点の領域、オレンジは紀元前1000年時点の領域である。

インドヨーロッパ語族の大移動で、その一翼を担っていたイタリック人によるイタリア半島への移住が開始された。移住は古代イタリアに鉄器が伝来した紀元前900ごろにはすでに完了されていたと考えられる。開始時期については諸説あり、最も一般的な仮説は、古代イタリアでの青銅器時代(紀元前1800年から紀元前900年)に侵入したとするものである。そして移動経路はバルカン半島南部からアドリア海沿いに北進したとされていた。だがこの説を裏付ける考古学的資料は見つかっておらず、仮説の域を出ていない。
考古学分野の研究は紀元前1800年から紀元前1200年の間、イタリア半島に文化的統一性が生じていることを発見し、これをアペニン文化と呼称した。アペニン文化圏においては陶器や武器・道具の形状に著しい同一性が確認されている。この時代のイタリア半島は山がちな地形ながら樹木の生い茂った森林地帯であり、住民の多くは山の麓に街を築いた。街の規模は小さく、放牧による牧歌的な文化が育まれていたと見られている。埋葬文化は土葬であったが、青銅器時代の終わりごろから火葬文化へと切り替わる地域が散見され、平行して文化的な統一性が失われていき、アペニン文化圏は消失した。
一部の歴史家はこのアペニン文化の崩壊こそがイタリック人の侵入時期を示す証拠であると考え、青銅器時代後の侵入を主張した。だが火葬文化を齎したと考えられるビラノバ文化の分布地域は、東西イタリック人の定住地域と一致していない。考古学者ティム・コーネルは「青銅器時代の終わりにイタリック人が侵入したという考古学的証拠は何もない」と性急な結論を批判している。ただしコーネルは「イタリック人が青銅器時代の終わりに侵入しなかったという証拠もまたない」と述べている。

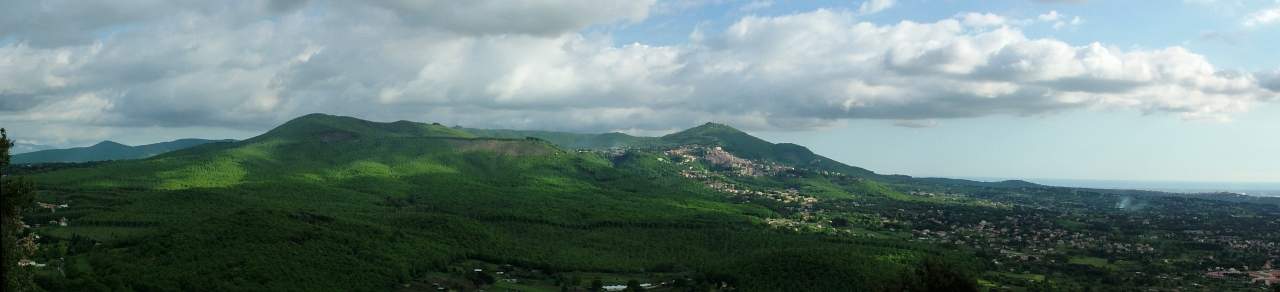
ラテン人の聖地とされたアルバ山

言語学的な観点からは、イタリック語などの古代イタリアにおける言語の分布から民族移動の順番を推測できる。まずイタリック人の侵入は二派に分けて行われ、先に西イタリック人が侵入し、第二派で東イタリック人が侵入したと考えられている。なぜなら東イタリック語が地続きで分布しているのに対して、西イタリック語は東イタリック語に分断される形で点在しているからである。前印欧語の侵入時期については判断が難しく、先に定住していたという説もあれば東西イタリック人の後であるという説もある。いずれにせよ、言語は大規模な移住以外にも変化しうる可能性のある分野である事から、移住時期の決定的な推測資料にはなりえない。

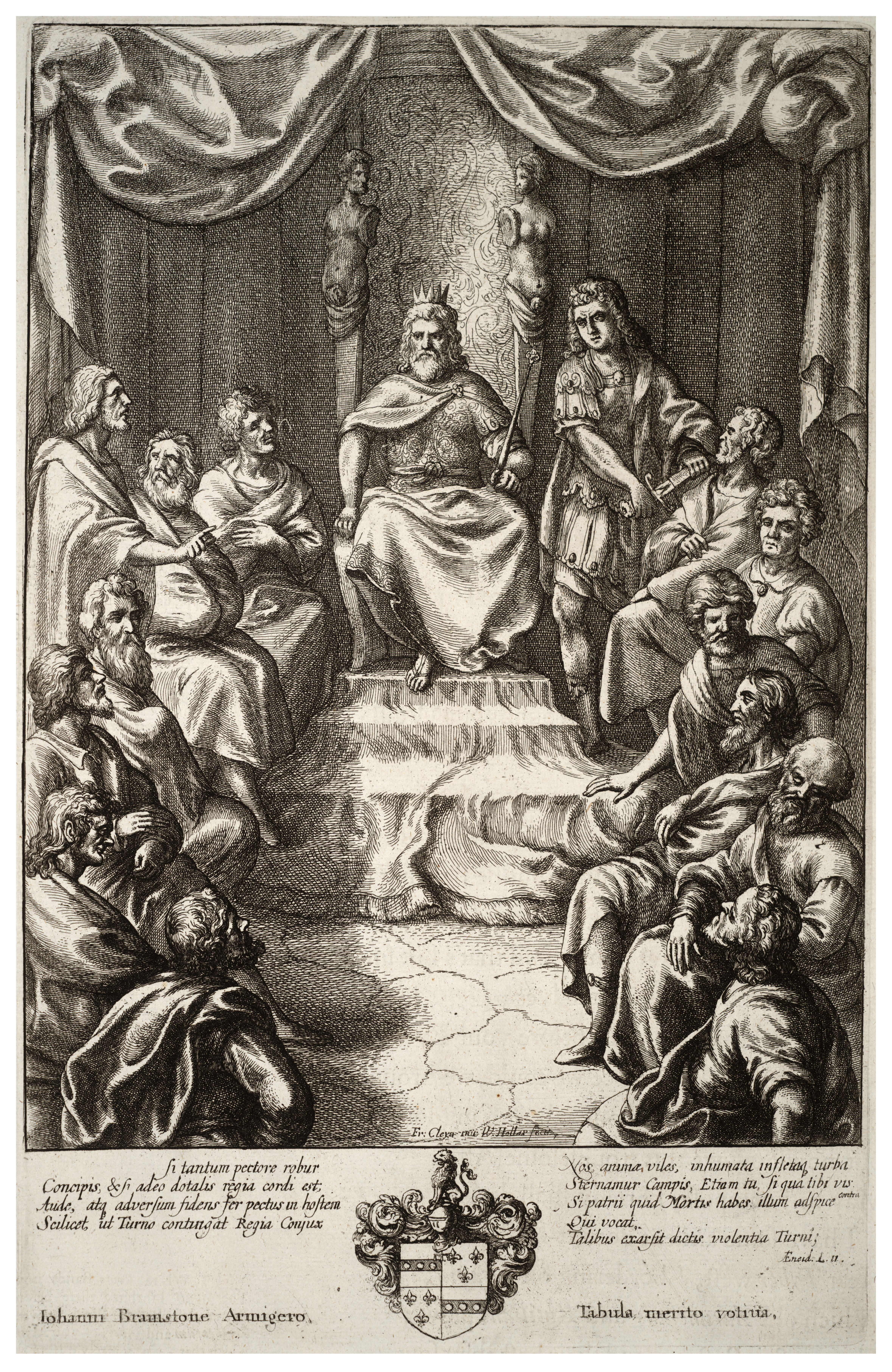
ラテン神話の主神ラティヌス（ヴェンツェスラウス・ホラー）

青銅器時代のラティウムに居住者がいたという考古学的証拠は見つかっていない。アペニン文化圏で作られた少数の陶器が見つかったが、その数の少なさから近隣の住民が一時的に放牧を行っていたに留まると考えられている。青銅器時代末の紀元前1000年ごろからラテン人による占領の痕跡が見つかり始め、彼らはアルバなど沿岸地帯の高地に強固な都市を建設していった。こうした沿岸部の山岳地帯は防衛と灌漑による農業の双方に適していたからである。特に七つの丘に囲まれた要地に建設されたローマはラテン人都市の中心地として栄えた。

### ラティウム文化
民族的には紀元前1000前から紀元前700年頃にイタリック人という今までの概念から、ラテン人という新たな帰属心と独自の文化圏を形成し始めたと見られている。彼らの文化はラティウム文化圏と呼ばれ、一部の学者はビラバノ文化圏と関連すると考えているが、現時点では両者の関係は明確ではない。ラティウム文化における最大の特徴は小屋の形を模した棺を使用するという点である。この伝統は前期ラティウム文化では部分的であったが、後期ラティウム文化では一般的になっていった。
住居は木と藁で作られた質素な農作業小屋を基本としており、紀元前650年頃まで一般的な住居であった。木造様式の家屋における典型的な例がパラティーノの丘に残された「カーサ・ロムルス」と呼ばれる建築物である。建国者ロムルス自身の手で作られたというカーサ・ロムルスは文化財として維持され、ローマ帝国初代皇帝アウグストゥスの治世までは残されていたという。

## 神話

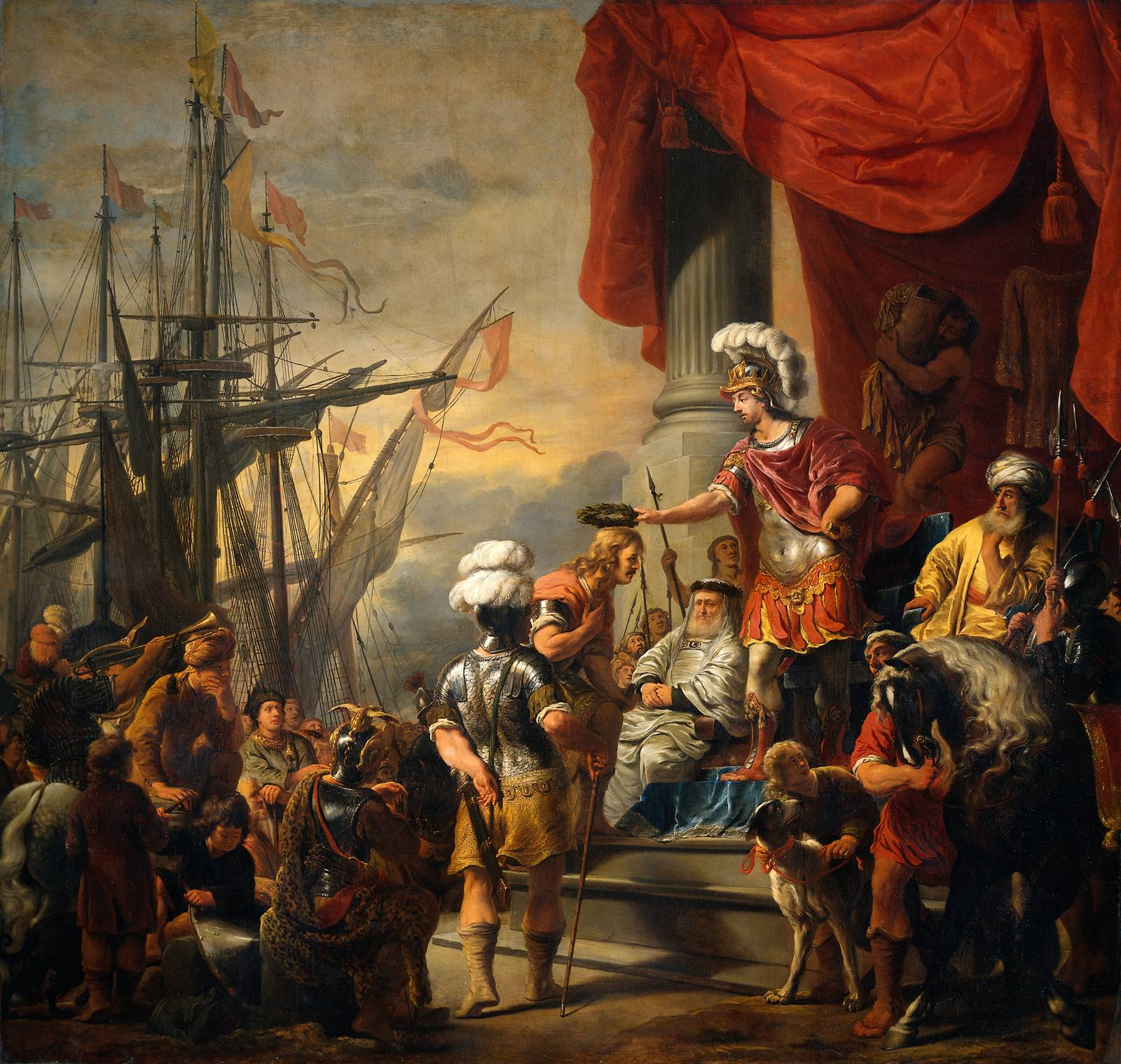
アイネイアースに月桂樹の冠を授けるラティヌス

リヴィウスの伝承によれば、民族神にして王であった主神ラティヌスによって、ラテン人は祖父の土地よりラティウム・ウェトゥスへと導かれた。同じ頃、ギリシャ神話で古代ギリシャ人に滅ぼされたトロイ王国の貴族アイネイアースは神々の加護によって戦乱から脱出した。いくつかの冒険を経てアイネイアースはティヴェレ川にたどり着き、ラティヌスに謁見した。ラティヌスはアイネイアースの武勇を賞賛して宮殿に招き、自らの娘ラウィニアを娶らせた。アイネイアースは妻との間にアスカニオスとシルウィウスという子をもうけ、妻子のためにラヴィニウムという都を築いたという。
アスカニオスは父と祖父の死後に王位を継ぎ、アルバ・ロンガに王宮を建設した。アスカニオスの死後は弟のシルウィウスが継承し、以降数百年にわたってアルバ王と呼ばれるラテン人の王家がラティウムを統治することになった。そしてシルウィウスの子孫ヌミトルの孫が、ローマの建国者であるロムルスであった。ローマ王トゥッルス・ホスティリウスによってアルバ・ロンガは破壊され、ラテン人の中心地はローマに移った。
アルバ・ロンガが実在したかどうかは議論の対象であり、前述のティム・コーネルはアルバ・ロンガ自体は実在したとしているが、一方で幾分に脚色された歴史を持つとも考えている。アルバ・ロンガの遺跡は発見されているが、王都というにはあまりに小規模な都市であった。また考古学的にはアルバ・ロンガの建設時期とラティウム文化の形成時期が食い違っていることも要因の一つである。
ラテン人は複数の国家に分かれていたが、ラテン人としての強い同族意識を有していた。民族神ラティヌスの伝承はその要であり、すべてのラテン人がラティヌス神を父に持つと信じられていた。ローマ人を含むすべてのラテン人はラティヌスをユピテルとしてあがめる「ラテン人の祝祭」を行い、その日に限っては国家の別なく同胞との絆を分かち合う伝統があった。